# Christy Chung
Christy Chung (Montreal, 19 september 1970) is een Chinees-Canadees actrice en fotomodel.

## Biografie
Christy Chung heeft een Chinese vader en een Vietnamese moeder. Ze heeft de Canadese en de Vietnamese nationaliteit. Ze groeide op in Quebec en werd tweetalig (Frans en Vietnamees) opgevoed. Ze ging naar de Antoine-Brossard School in Quebec en daarna studeerde ze toerisme aan de UQAM (Université du Québec à Montréal). De 1,68 meter lange Christy werd gekozen tot Miss Montreal Chinatown in 1992 en won de Miss China International titel een jaar later. Ze kon kiezen tussen een carrière als presentatrice in Canada of actrice in Hongkong. Ze koos voor het laatste en na een heel klein rolletje in De l'amour et des restes humains van Denys Arcand vertrok ze naar Hongkong. Haar eerste echte filmrol werd meteen een succes: in The Bride with White Hair 2 speelde ze op een onweerstaanbare manier de jongensachtige Moon. Hiervoor moest ze Standaardkantonees leren. Later leerde ze ook nog Engels, Standaardmandarijn en Thai, dus ze spreekt nu zes talen. Ze speelde in haar films met aziatische sterren als Jackie Chan, Brigitte Lin en Jet Li. Ze trouwde in 1997 met de Britse zakenman Glen Ross en een jaar later kregen ze een dochter, Yasmine. Ze gingen als vrienden uit elkaar in 2002, waarbij Christy de voogdij over hun dochter kreeg. In 2003 hertrouwde ze. Ze woont nu in Peking.

## Beknopte Filmografie
- 1993 - The Bride with White Hair 2 (met Brigitte Lin)
- 1994 - The Defender (met Jet Li)
- 1994 - Mermaid Got Married (dit vindt ze zelf haar beste acteerprestatie)
- 1995 - Red Wolf
- 1996 - The God of Cookery (met Stephen Chow)
- 1997 - All's Well, Ends Well (met Stephen Chow)
- 2000 - Gen-X Cops 2: Gen-Y Cops
- 2001 - Samsara
- 2003 - The Medallion (met Jackie Chan)

## Prijzen en onderscheidingen
Miss Montreal Chinatown 1992

TVB Miss Chinese International 1993

Meest sexy vrouw in Azië van het jaar 2000 - FHM magazine Singapore